# Recordati
Recordati est une entreprise pharmaceutique italienne.

## Histoire
En décembre 2021, Recordati annonce l'acquisition d'EUSA Pharma, spécialisée dans les traitements contre les maladies oncologiques rares, pour 847 millions de dollars.